# Turn (gora)
Turn je s 1260 m najvišji vrh 14 km dolge Velike gore, planote, ki se dviga med Ribniškim poljem in Loškim Potokom. Z vrha, ki ima žig in vpisno skrinjico, se nam kljub delni poraščenosti odpre lep razgled na Snežnik, notranjske gozdove ter ob lepem vremenu Ljubljansko kotlino, dolenjsko, novomeško pokrajino, Julijske in Kamniško Savinjske Alpe.